# Miasto Kutjevo
Miasto Kutjevo (chorw. Grad Kutjevo) – jednostka administracyjna w Chorwacji, w żupanii pożedzko-slawońskiej. W 2011 roku liczyła 6247 mieszkańców.